# 克萊沃行政區
克萊沃行政區（德語：Regierungsbezirk Kleve）是普魯士王國於利希-克萊沃-貝格省的一個行政區。該行政區於1815年4月30日創建，並於1816年4月22日開始運作。克萊沃行政區後於1822年6月22日併入了杜塞爾多夫行政區。